# Jón Arason

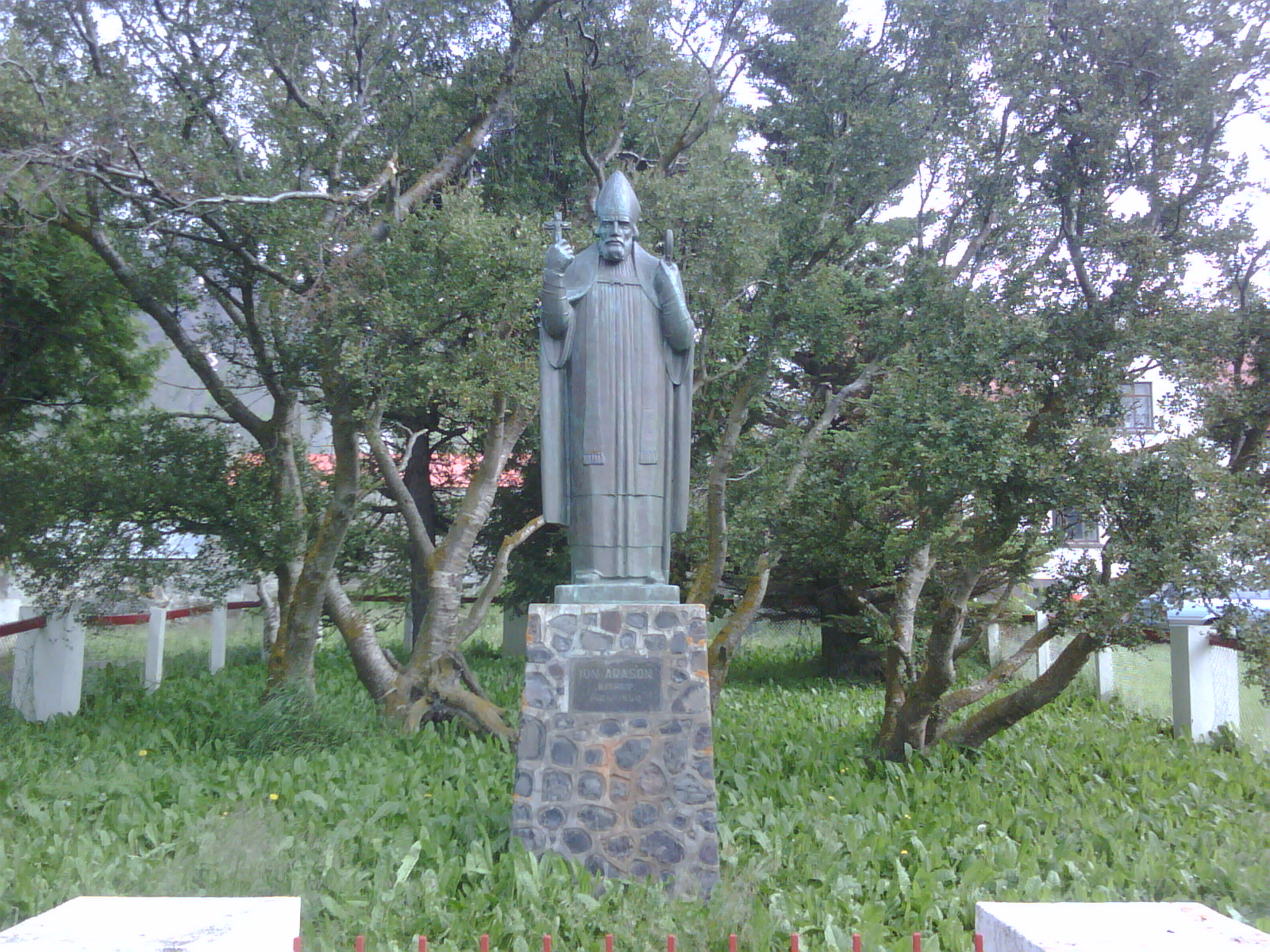
Statue von Jón Arason, in Munkaþverá, Island, geschaffen von Guðmundur Einarsson.

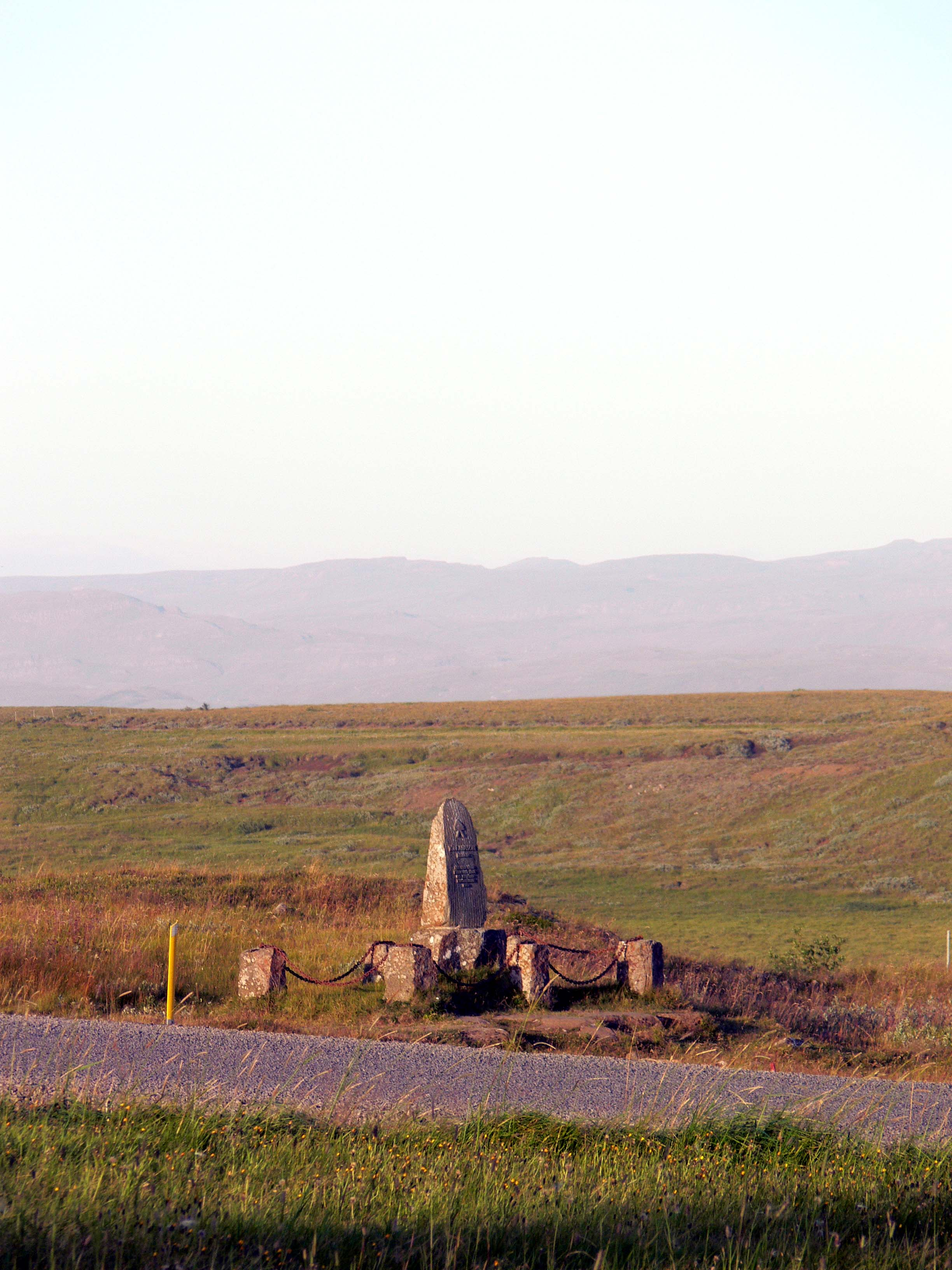
Denkmal an der Stelle der Hinrichtung Jón Arasons in Skálholt, Island

Jón Arason (* 1484 in Grýta, Nordisland; † 7. November 1550 in Skálholt) war Bischof von Hólar in Nordisland von 1524 bis 1550. Er war der letzte katholische Bischof des Landes, bis 1923 eine Apostolische Präfektur errichtet wurde.

## Leben
Im 16. Jahrhundert war König Christian III. (1537–1559) von Dänemark, unter dessen Herrschaft sich Island seit 1380 befand, bestrebt, die Reformation auch hier durchzusetzen. Es ging dabei auch um weltliche Macht und Reichtum: Er konnte Kirchenbesitz wie etwa den der Bischofssitze und Klöster unter seine Herrschaft bringen.
Es gelang dem König, den wichtigen Bischofssitz Skálholt im Süden 1541 mit einem der Reformation freundlich gesinnten Bischof, Gissur Einarsson, zu besetzen. Jedoch widersetzte sich der katholische Bischof im Norden in Hólar, Jón Arason, hartnäckig sämtlichen Bestrebungen, auch diesen Teil des Landes reformieren zu lassen. Er hatte den ebenfalls mächtigen Bischofssitz seit 1524 inne.
Viele Isländer identifizierten sich, und identifizieren sich auch heute noch, mit diesem Mann, der nicht nur für die katholische Kirche kämpfte, sondern auch und vor allem für Unabhängigkeit von dänischer Herrschaft. Er heiratete Helga Sigurðardóttir mit rein weltlichem Ehevertrag, wie es im dortigen Klerus durchaus üblich war, und hatte mit ihr die Tochter Þórunn und die Söhne Sigurður, Ari und Björn.
Der südliche Bischofssitz, Skálholt, übernahm nach einem Parlamentsbeschluss 1541 die Reformation. Doch als 1548 Gissur Einarsson starb, griff Jón Arason ein und setzte dort einen katholischen Mann seines Vertrauens ein. Der König tolerierte dies nicht und setzte einen eigenen Mann an dessen Stelle. Diesen ließ Jón Arason gefangen nehmen. Jedoch konnte Jón Arason sich nicht lange gegen die Übermacht der Truppen des Königs halten und wurde ohne Gerichtsverhandlung am 7. November 1550 zusammen mit den Söhnen Ari und Björn hingerichtet.
Jón Arason hat sich auch kulturelle Verdienste erworben: Er war selbst ein guter Dichter und Schriftsteller und gründete in Hólar die erste Druckerei in Island. Das Breviarum Holense (Gebetbuch von Hólar) war das erste gedruckte Buch Islands, es hat sich jedoch kein Exemplar erhalten.